# Cantó de Prahecq
El cantó de Prahecq és un cantó francès del departament de Deux-Sèvres, situat al districte de Niort. Té 8 municipis i el cap és Prahecq.

## Municipis
- Aiffres
- Brûlain
- Fors
- Juscorps
- Prahecq
- Saint-Martin-de-Bernegoue
- Saint-Romans-des-Champs
- Vouillé

## Història
| Data d'elecció                           | Identitat       | Partit                         | Qualitat |
| ---------------------------------------- | --------------- | ------------------------------ | -------- |
| 1945-1955                                | M. Rabaud       | SFIO                           |          |
| 1955-1973                                | M. Gaillard     | rad., després divers droite    |          |
| 1973-1992                                | Claude Roulleau | Divers droite, després UDF-CDS |          |
| 1992-1998                                | Jean Baudouin   | Verts                          |          |
| 1998-                                    | Alain Mathieu   | PS                             |          |
| les dades anteriors no són pas conegudes |                 |                                |          |
|                                          |                 |                                |          |

## Demografia
| A partir de 1990: Població sense dobles comptes |